# 10059 McCullough
10059 McCullough è un asteroide della fascia principale. Scoperto nel 1988, presenta un'orbita caratterizzata da un semiasse maggiore pari a 2,4112888 au e da un'eccentricità di 0,1341945, inclinata di 2,53291° rispetto all'eclittica.
L'asteroide è dedicato al divulgtore scientifico canadese Brian McCullough.